# Niponius parvulus
Niponius parvulus är en skalbaggsart som beskrevs av Lewis 1893. Niponius parvulus ingår i släktet Niponius och familjen stumpbaggar. Inga underarter finns listade i Catalogue of Life.